# الدين والطلاق
العلاقة بين الدين والطلاق معقدة ومتنوعة. تختلف الأديان حول مفاهيم الطلاق. تقبل بعض الديانات الطلاق على أنه حقيقة من حقائق الحياة، بينما يعتقد آخرون أنه حق في ظروف معينة مثل الزنا. أيضاً، تسمح بعض الديانات بالزواج مرة أخرى بعد الطلاق، والبعض الآخر لا يسمح بذلك. تحاول هذه المقالة تلخيص وجهات النظر هذه لأديان العالم الرئيسية وبعض التقاليد المهمة المتعلقة بالطلاق في كل دين.

## الديانة المسيحية
تؤكد الغالبية العظمى من الطوائف المسيحية أن المقصود من الزواج هو أن يكون عهدًا مدى الحياة، ولكنها تختلف في استجابتها لانحلاله من خلال الطلاق. تعامل الكنيسة 
الكاثوليكية جميع الزيجات السرية المكتملة على أنها دائمة خلال حياة الزوجين، وبالتالي لا يسمح بالزواج مرة أخرى بعد الطلاق إذا كان الزوج الآخر لا يزال على قيد الحياة ولم يفسخ الزواج. ومع ذلك، لا يزال الكاثوليك المطلقون مرحب بهم للمشاركة في حياة الكنيسة طالما أنهم لم يخالفوا قانون الكنيسة ويتزوجوا مرة أخرى، الكنيسة الكاثوليكية تطلب الطلاق المدني أو إجراءات الفسخ قبل أن تنظر في قضاياه. الفسخ ليس مثل الطلاق - إنه إعلان أن الزواج لم يكن صالحًا قط. ستسمح الطوائف المسيحية الأخرى، بما في ذلك الكنيسة الأرثوذكسية الشرقية والعديد من الكنائس البروتستانتية، بالطلاق والزواج مرة أخرى حتى مع الزوج السابق الباقي على قيد الحياة، في ظل ظروف معينة. على سبيل المثال: يُعَلِمْ أليغيني ويسليان الميثودي في تخصصه لعام 2014 بأن:
«نؤمن أن الزواج الشرعي الوحيد هو انضمام رجل واحد وامرأة واحدة مع بعض. نستنكر شرور الطلاق والزواج. نحن نعتبر الزنا السبب الوحيد الذي يبرره الكتاب المقدس للطلاق، ومن يُتَهَمْ بارتكاب الزنا يفقد انسيابهُ في الكنيسة. في حال الطلاق لسبب آخر، لا يجوز لأي طرف أن يتزوج مرة أخرى لطالما الآخر على قيد الحياة، ويطرد من الكنيسة إذا انتهَكَ هذا القانون. عند تنفيذ هذه المبادئ، يجب إثبات الذنب وفقًا للإجراءات القضائية المنصوص عليها في كتب الانضباط».
في المجتمعات التي تمارس التزمت، كان الطلاق مسموحًا به إذا لم يكن أحد الزوجين راضيًا تمامًا عن الآخر، وكان الزواج مسموحًا به أيضًا. اتخذت كنيسة إنجلترا أيضًا قرارًا غير قابل للتراجع حتى عام 2002، عندما وافقت على السماح لشخص مطلق بالزواج مرة أخرى في الكنيسة في ظل ظروف استثنائية.
ينوه الكتاب المقدس على الطلاق بشكل أساسي من أناجيل متى ومرقس ولوقا ورسائل بولس. عَلّمَ يسوع موضوع الطلاق في ثلاثة أناجيل، وقدم بولس معالجة مكثفة للموضوع في رسالته الأولى إلى أهل كورنثوس الفصل 7: «لا تفارق الزوجة زوجها... لا يفارق الزوج زوجته»، يلمح مرة أخرى إلى موقفه من الطلاق في رسالته إلى الرومان، وإن كان ذلك رمزيًا، عندما يقول «بالنسبة للمرأة التي لها زوج، يجب أن تلتزم بالقانون لزوجها طالما يعيش... بينما المرأة التي زوجها على قيد الحياة وتتزوج من رجل آخر يجب أن تسمى زانية».
دخل يسوع في نزاع مع الفريسيين بسبب الطلاق بسبب جدلهم المعروف بين هيليل وشماي حول تثنية (24: 1). هل تتعلق إجابات يسوع للفريسيين بالمسيحيين أيضًا؟ هل المسيحيون الذين يتبنون هذه التعاليم يصرون على وجوبية اتّباع شريعة موسى؟ عادةً ما تظهر الاختلافات في الآراء حول هذه الأسئلة حول ما إذا كان المسيح قد عارض شريعة موسى أو بعض وجهات نظر الفريسيين فقط، وما إذا كان يسوع قد خاطب للتو جمهورًا يهوديًا أو وسع جمهوره ليشمل المسيحيين، مثل (كل الأُمم) كما في الإرسالية الكبرى.